# FK Gostivar
FK Gostivar (Macedonisch: ФК Гостивар) is een Macedonische voetbalclub uit Gostivar.
De club werd in 1998 door etnische Albanezen opgericht als FK Rinia Gostivar nadat er in 1919 al een club in Gostivar opgericht was onder de huidige naam. In 2013 werd de club tweede in de Vtora Fudbalska Liga, het tweede niveau, en promoveerde naar de Prva Liga. Toen werd ook de huidige naam aangenomen. Na één seizoen degradeerde de club en in 2016 degradeerde de club opnieuw.

## Eindklasseringen
| 1 |

| 6 |

| 10 |

| 2 |

| 12 |

| 3 |

| 9 |

| 1 |

| 2 |

| 5 |

| 5 |

| 4 |

| 4 |

| 2 |

| 6 |

| Prva Liga | Vtora Liga | Treta Liga |

## Bekende (oud-)spelers
De navolgende voetballers kwamen als speler van FK Gostivar uit voor een Europees vertegenwoordigend A-elftal.
| Naam        | Van        | Tot        | Totaal | Nationaal elftal |
| ----------- | ---------- | ---------- | ------ | ---------------- |
| Erol Topčiu | 12.04.1995 | 12.04.1995 | 1      | Macedonië        |